# Nanette Blitz Konig
Nanette Blitz Konig (Ámsterdam, 6 de abril de 1929) es una sobreviviente del Campo de concentración de Bergen-Belsen y compañera de escuela de Ana Frank. Desde 1953 vive en São Paulo, Brasil.

En 2015 publicó Eu Sobrevivi ao Holocausto, un libro sobre su experiencia como sobreviviente de Bergen-Belsen. El 26 de enero de 2018, en conmemoración del Día Internacional de Conmemoración en Memoria de las Víctimas del Holocausto, el libro de Nanette fue publicado en inglés con el título Holocaust memoirs of a Bergen-Belsen survivor & classmate of Anne Frank.

## Biografía
Nanette nació el 6 de abril de 1929 en Ámsterdam, Holanda, hija de Martijn Willem Blitz y Helene Victoria Davids. Tenía un hermano mayor, Bernard Martijn, nacido en 1927, y un hermano menor, Willem, nacido en 1932 y muerto en 1936 debido a un trastorno cardíaco vinculado al síndrome del bebé azul. La familia era de origen judío y su padre trabajaba para el Banco de Ámsterdam. En mayo de 1940 los Países Bajos fueron ocupados por los nazis en el marco de la operación conocida como Plan Amarillo, y poco después comenzó la persecución y posterior deportación de los judíos.  A principios de 1941, los estudiantes judíos se vieron obligados a ir a escuelas judías y fue entonces cuando Nanette se convirtió en compañera de clase de Ana Frank.
La familia Blitz fue arrestada y llevada al campo de tránsito de Westerbork. El 15 de febrero de 1944 fueron trasladados al campo de concentración de Bergen Belsen.
El padre de Nanette murió a fines de noviembre de 1944. A principios de diciembre, el hermano y la madre de Nanette fueron deportados de Bergen Belsen y ella quedó sola. Su hermano murió en Sachsenhausen, el campo de concentración de Oranienburg y su madre fue enviada a las minas de sal de Beendorf como trabajadora esclava y murió en un tren que se dirigía a Suecia en abril de 1945.
En enero de 1945 Nanette fue transferida a un área diferente de Bergen Belsen, conocida como el campo de niñas. Desde allí, vio a través de una cerca de alambre a Ana Frank, que estaba en el campo de mujeres. Estos dos campos se unificaron y fue entonces cuando Nanette se reunió con Ana y su hermana Margot.
Nanette sobrevivió a Bergen-Belsen y fue rescatada por el comandante británico Leonard Berney.  Después de la guerra, pasó tres años hospitalizada debido a que padecía tifus, la misma enfermedad que mató a Ana Frank. Durante este período, el padre de Ana la visitó y le preguntó acerca de sus hijas. Más tarde, Otto Frank le entregó a Nanette el diario escrito por su hija. Luego de recuperarse, Nanette se trasladó a Inglaterra, donde conoció a su futuro esposo, John Konig, de origen húngaro. En 1953, contrajeron matrimonio y se trasladaron a Brasil, donde fijaron su residencia. 

En sus palabras:

[...] no podemos decir ‘no va a volver a ocurrir algo como el Holocausto‘, desafortunadamente si es posible. Tenemos que estar conscientes de las condiciones económicas, del antisemitismo que existe donde sea que estemos. Pero ahora tenemos entidades que son vigilantes y eso ha ayudado mucho. Nanette Blitz Konig.

Nanette da conferencias sobre el Holocausto y su vida, colabora con documentalistas y profesores.